# Guembelia limprichtii
Guembelia limprichtii là một loài Rêu trong họ Grimmiaceae. Loài này được (Kern) Ochyra & Żarnowiec mô tả khoa học đầu tiên năm 2003.